# 永松英吉
永松 英吉（ながまつ ひできち、男性、1914年8月4日 - 1992年11月18日）は、日本の元アマチュアボクシング選手。ベルリンオリンピックライト級日本代表。明治大学卒業。歌手の菅原都々子は妻。

## 人物
大学時代、1934年から3年連続で全日本選手権ライト級に優勝を収めた。
1936年、ベルリンオリンピックにライト級の日本代表として出場し、1回戦にポイント勝ちを収め、2回戦でこの大会の銀メダリストとなるニコライ・ステパロフ（エストニア）との対戦にポイント負けとなった。

## 獲得タイトル
- 第9回全日本選手権ライト級優勝
- 第10回全日本選手権ライト級優勝
- 第11回全日本選手権ライト級優勝

## 著書
- 永松英吉　『ボクシングの科学的トレーニング』　現代書館、1968年
- 永松英吉　『図解コーチ ボクシング』　成美堂出版、1970年